# Wim van der Grinten
Willem Christiaan Leonard (Wim) van der Grinten (Nijmegen, 7 september 1913 – aldaar, 1 juni 1994) was een Nederlandse rechtsgeleerde en KVP-politicus.
Hij was van 1949 tot 1951 staatssecretaris van Economische Zaken in het kabinet-Drees-Van Schaik en daarmee de eerste staatssecretaris in de Nederlandse parlementaire geschiedenis.

## Biografie
W.C.L. van der Grinten was de zoon van de Nijmeegse hoogleraar staatsrecht en oud-gemeentesecretaris Jozef van der Grinten. Hij studeerde tussen 1931 en 1934 rechten aan de Katholieke Universiteit Nijmegen, was senator van het Nijmeegsch Studenten Corps Carolus Magnus, en lid van het literair-mystieke dispuut De Gong. Hij was genoodzaakt zijn studie zo snel mogelijk te voltooien omdat zijn vader overleed en zijn moeder alleen de zorg droeg voor de overige negen kinderen. In 1937 promoveerde hij bij Willem Duynstee op het proefschrift Rechtmatigheid van de doodstraf. Hij onderzocht of de doodstraf rechtmatig is, of dat voor de uitvoering ervan een rechtsgrond te vinden is. De conclusie was dat de staat inderdaad het recht heeft om de doodstraf op te leggen in gevallen waarin de dood verdiend is. Waarbij opgemerkt moet worden dat Van der Grinten niet spreekt over een verplichting. Hij volgde hiermee de lijn van Thomas van Aquino. De doodstraf zou gerechtvaardigd zijn wanneer de rechtsorde verstoord wordt. Volgens Van der Grinten wordt deze orde verstoord wanneer iemand een rechtsgoed aantast dat noodzakelijk is voor het bereiken van het staatsdoel. Ook wegens heling en diefstal kan iemand zijn recht op leven verspelen. Latere publicaties van zijn hand hebben geen ideologische benadering. Wel zijn redelijkheid en billijkheid een belangrijk uitgangspunt.
Hij was voor een periode van twee jaar te Arnhem advocaat, waarmee hij 100 gulden per maand verdiende. Dit was echter onvoldoende om financieel rond te komen dus werd hij in 1936 uit noodzaak bedrijfsjurist bij Unilever maar bleef wel ook als advocaat werkzaam. Hij hield zich in deze periode bezig met het vennootschapsrecht. In 1945 maakte hij de overstap naar het Nederlands Beheersinstituut waar hij het hoofd was van het Bureau Rotterdam. Van der Grinten was van januari 1949 tot en met 1951 staatssecretaris van Economische Zaken. Daarvoor was hij van 1945 tot en met 1949 namens de Katholieke Volkspartij lid van de gemeenteraad van Rotterdam. In zijn kortstondige politieke loopbaan had hij een belangrijk aandeel in de totstandkoming van de Wet op de bedrijfsorganisatie, waarbij de SER werd ingesteld.
Na zijn staatssecretariaat werd hij in 1951 hoogleraar burgerlijk en handelsrecht aan de toenmalige Katholieke Economische Hogeschool te Tilburg. Van 1957 tot 1984 aan was hij als hoogleraar burgerlijk recht verbonden aan de Katholieke Universiteit Nijmegen, als opvolger van Charles Petit die was benoemd tot raadsheer in de Hoge Raad. Zijn afscheidsrede was getitels Discriminatie en burgerlijk recht. Hij groeide uit tot een coryfee op het gebied van het burgerlijk recht, handelsrecht en ondernemingsrecht. Tegen de tijd dat hij zijn afscheidsrede hield was hij van iemand die uitging van op katholieke filosofie of dogmatiek gefundeerde beschouwingen veranderd in een practicus en pragmaticus. Hij fungeerde als voorzitter van diverse commissies, onder andere over het vennootschapsrecht. Tevens was hij jarenlang een gezaghebbend Kroonlid van de SER en voorzitter van de Mijnraad. In 1969 werd hij verkozen tot lid van de Koninklijke Nederlandse Akademie van Wetenschappen.

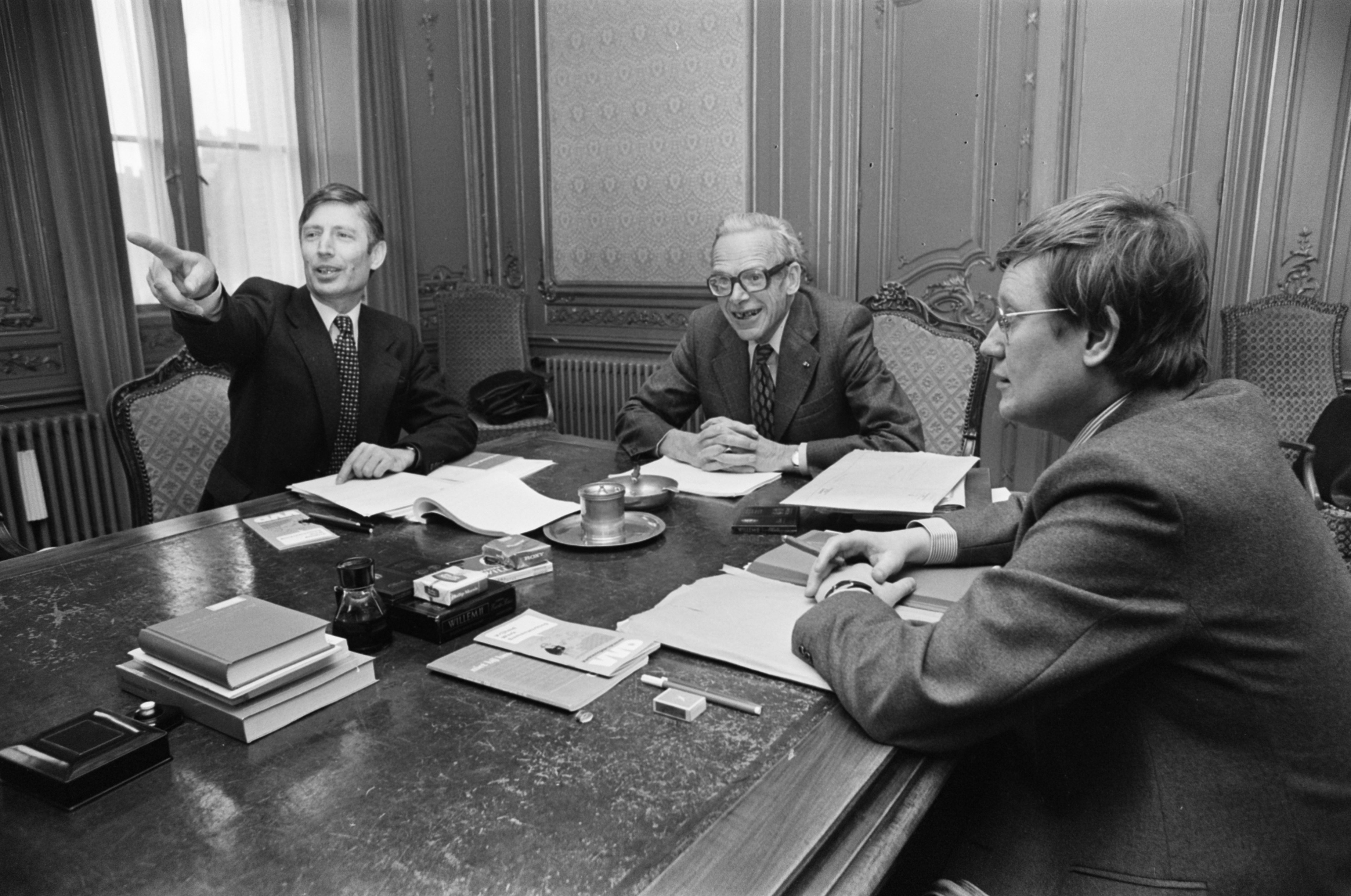
Kabinetsformatie 1977 - Dries Van Agt (l), informateur Wim van der Grinten (m) en Hans Wiegel (r)

Tijdens de kabinetsformatie van 1977 werd hij aangezocht als informateur, nadat eerdere pogingen tot formatie van een tweede kabinet-Den Uyl waren vastgelopen. In bijzonder kort tijdsbestek slaagde Van der Grinten erin de grondslag te leggen voor samenwerking tussen CDA en VVD, en daarmee voor de vorming van het eerste kabinet-Van Agt.
Van der Grinten bleef tot op hoge leeftijd actief in de wetenschap, en was onder meer voorzitter van de Mijnraad. Hij overleed in 1994. Hij was getrouwd en had één dochter.

## Publicaties (selectie)
- Afstammings- en naamrecht (1987).
- Discriminatie en burgerlijk recht (1984, afscheidsrede).
- Redelijkheid en billijkheid in het overeenkomstenrecht (1978).
- Aansprakelijkheid van en voor minderjarigen en geestelijk gestoorden, met J.C.M. Leyten (1968).
- Preadvies over nietigheid van besluiten van organen van de N.V. (1966).
- Certificering van onroerend goed, met W.C. Treurniet (1964).
- Arbeidsovereenkomstenrecht, met anderen (1961).
- Aard van het kwekersrecht (1957).
- Overheid en verzorging vanwege het Humanistisch Verbond (1954).
- De organisatie van het bedrijfsleven (1944).
- Rechtmatigheid van de doodstraf (1937).